# Республіка Нова Гранада
Республіка Нова Гранада (ісп. República de la Nueva Granada) — централізована унітарна республіка у Центральній та Південній Америці, що існувала у першій половині XIX століття. До її складу входили території сучасних Панами та Колумбії, а також частини територій Еквадору й Венесуели.

## Історія
1830 року розпалась Велика Колумбія. Наступного року замість неї утворились Еквадор, Венесуела та Держава Нова Гранада (ісп. Estado de Nueva Granada). 29 лютого 1832 року Національний конвент, що складався з представників провінцій Антіокія, Барбакоас, Картахена, Момпос, Нейва, Памплона, Панама, Пасто, Попайян, Сокорро, Тунха, Велес і Верагуас, затвердив нову Конституцію, відповідно до якої держава отримала назву Республіка Нова Гранада.
1839 року спалахнула війна Вищих. Первинно це був внутрішній конфлікт, проте, будучи неспроможним розв'язати його самостійно, президент Хосе Ігнасіо де Маркес звернувся по допомогу до Еквадору, пообіцявши натомість територіальні поступки. У відповідь глави низки провінцій оголосили про незалежність від центрального уряду, а себе — Вищими главами відповідних територій. Війна тривала до 1841 року та завершилась перемогою урядових військ.
В країні утворились дві партії — Ліберальна та Консервативна. 1845 року президентом країни було обрано Томаса Сіпріано де Москера-і-Арболеду, який був членом Консервативної партії. За його правління було впорядковано фінанси, будувались нові дороги, розвивалось судноплавство. 1849 року на виборах переміг ліберал Хосе Іларіо Лопес. 1853 року було прийнято нову конституцію, яка ліквідувала рабство та проголосила відокремлення церкви від держави. Ця Конституція відчинила двері для перетворення централізованої держави на федерацію, та 27 лютого 1855 року всередині Республіки Нова Гранада з'явилась перша федеральна держава — Панама. 11 червня 1856 року її прикладу наслідувала Антіокія, а 13 травня 1857 року — Сантандер.
Щоб попередити розвал Нової Гранади, Конгрес 15 червня 1857 року ухвалив закон, відповідно до якого були створені держави Болівар, Бояка, Каука, Кундинамарка й Магдалена. 1858 року консерватори, здобувши більшість, проголосили створення Гранадської конфедерації зі столицею в Тунсі.